# Nguyễn Ngọc Như Quỳnh
Nguyễn Ngọc Như Quỳnh est une blogueuse, une dissidente et une activiste vietnamienne, connue sous le pseudonyme vietnamien : Mẹ Nấm (en français : Madame Champignon). Elle milite pour l'environnement et les droits de l'homme dans son pays.
Elle est arrêtée pour la première fois en 2009, elle est libérée après neuf jours de détention sous la condition de fermer son blog.
Le 29 mars 2017, elle reçoit de la première dame des États-Unis Melania Trump et du sous-secrétaire d’État aux affaires politiques Thomas A. Shannon, le prix international de la femme de courage